# スタリー・グラード
スタリー・グラード（クロアチア語:Stari Grad）、あるいはスタリ・グラードは、クロアチア、ダルマチア地方のフヴァル島にあり、フヴァルと並ぶ主要な町で、島の北西部にある町。スタリー・グラード自治体の人口は2001年の時点で2,817人であり、うち1,906人はスタリー・グラードの町に住んでいる。
スタリー・グラードはクロアチア語で「古い町」を意味し、フヴァル島で最も古い集落であり、アドリア海の島々の中でも最古の集落の一つである。スタリー・グラードには古代より人が居住しており、古くはフヴァル文化の担い手たちが、後にはギリシャ人が居住した。紀元前384年、ギリシャ人の哲学者アリストテレスがトラキアで生まれたのと同じ年、エーゲ海のパロス島からイオニア人が移住し、この島をパロス（Pharos）と名づけた。
スタリー・グラードはルネサンス時代の作家・ペータル・ヘクトロヴィッチ（Petar Hektorović）の生まれた地である。
2008年7月7日、オリーブとブドウの栽培が盛んであるスタリー・グラード平原はUNESCOの世界遺産に登録された（ID1240）。スタリー・グラード平原はクロアチアで7番目の世界遺産となった。

## 登録基準
この世界遺産は世界遺産登録基準のうち、以下の条件を満たし、登録された（以下の基準は世界遺産センター公表の登録基準からの翻訳、引用である）。
- (2) ある期間を通じてまたはある文化圏において、建築、技術、記念碑的芸術、都市計画、景観デザインの発展に関し、人類の価値の重要な交流を示すもの。
- (3) 現存するまたは消滅した文化的伝統または文明の、唯一のまたは少なくとも稀な証拠。
- (5) ある文化（または複数の文化）を代表する伝統的集落、あるいは陸上ないし海上利用の際立った例。もしくは特に不可逆的な変化の中で存続が危ぶまれている人と環境の関わりあいの際立った例。[6]

## 建造物
- トヴルダリ城（英語版）（Tvrdalj Petra Hektorovića）

### 古代遺跡
- マスリノヴィク（クロアチア語版）（Maslinovik）: スタリー・グラード平原にある古代ギリシャ人の住居跡
- グラヴィツァ（クロアチア語版）（Glavica）: スタリー・グラードのイリュリア人の住居跡

### 聖堂
- 聖ヨハネ聖堂（crkva sv. Ivana）
- 聖ヒエロニムス聖堂（crkva sv. Jerolima s hospicijem）
- 聖ロクス聖堂（crkva sv. Roka）
- 聖ペトロ聖堂（crkva sv. Petra s dominikanskim samostanom）
- 聖ルチア聖堂（crkva sv. Lucije）
- 聖ニコラオス聖堂（crkva sv. Nikole）
- 聖ステファノ聖堂（crkva sv. Stjepana）
- 聖母マリア礼拝堂（kapela Gospojica、スタリー・グラード平原）
- 聖ヘレナ礼拝堂（kapela sv. Jelene、スタリー・グラード平原のドル（クロアチア語版））

## ギャラリー

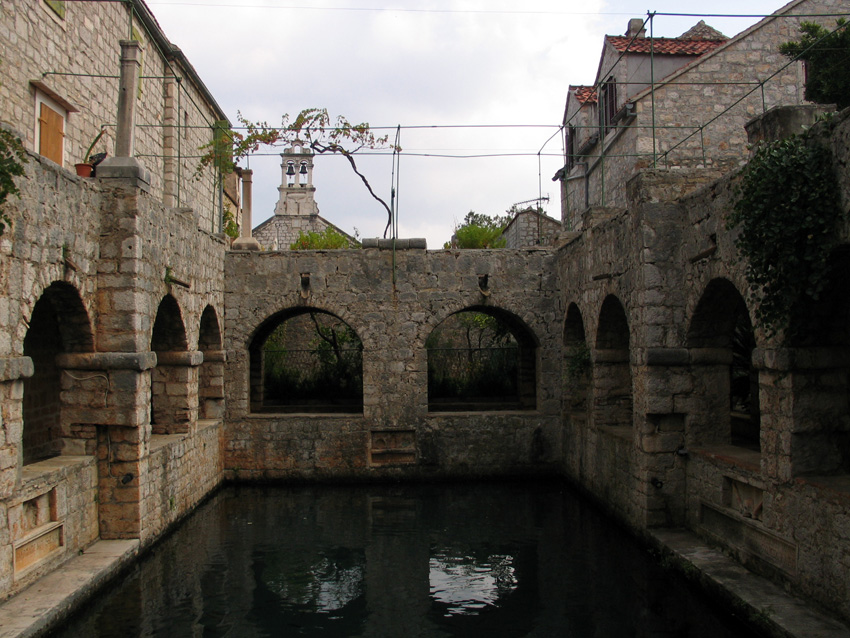
トヴルダリ城
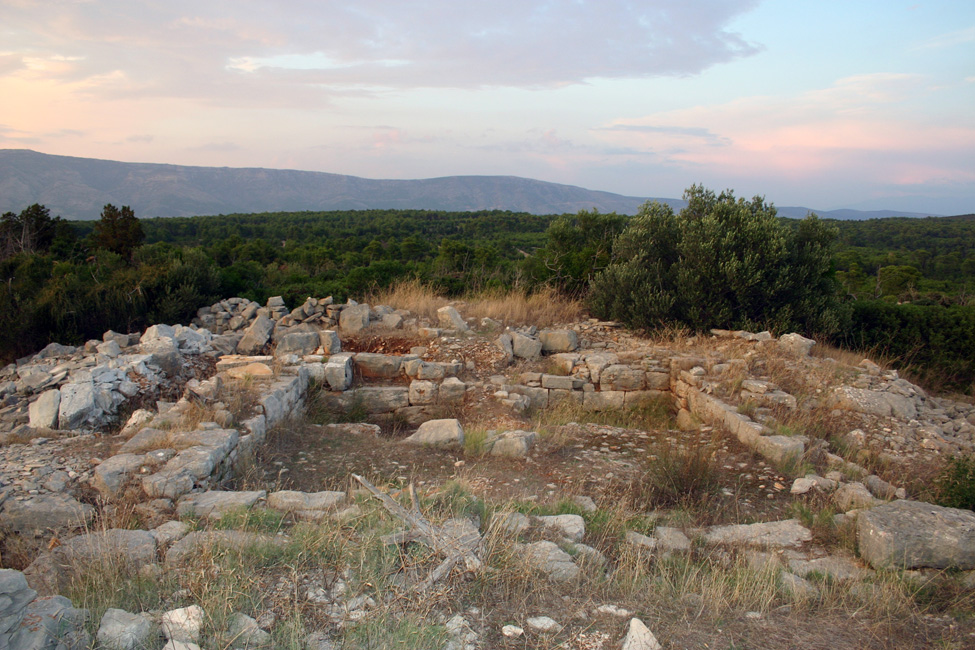
マスリノヴィク（古代ギリシャ人の住居跡）
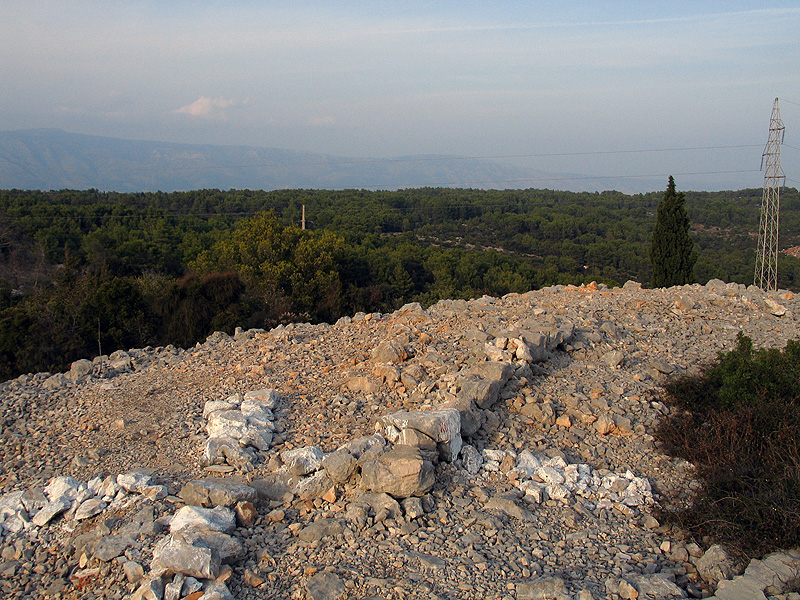
グラヴィツァ（イリュリア人の住居跡）
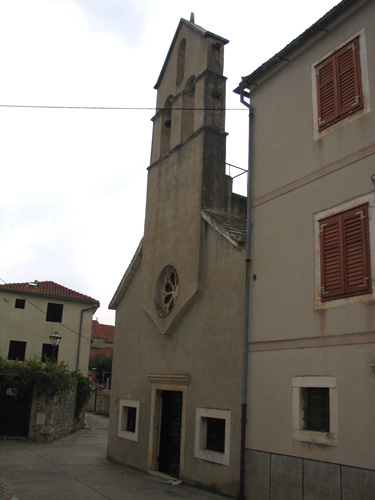
聖ヨハネ聖堂
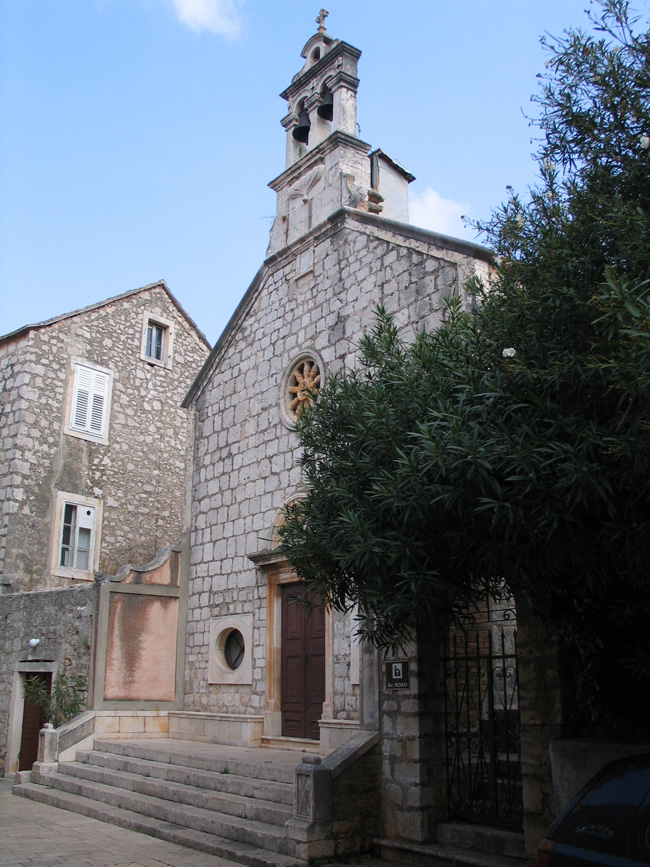
聖ロクス聖堂
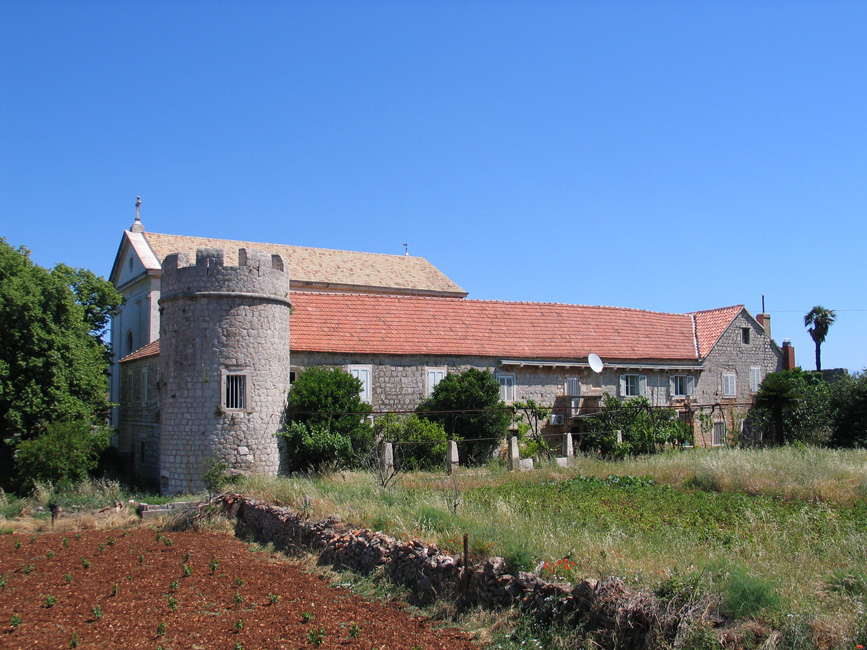
聖ペトロ聖堂
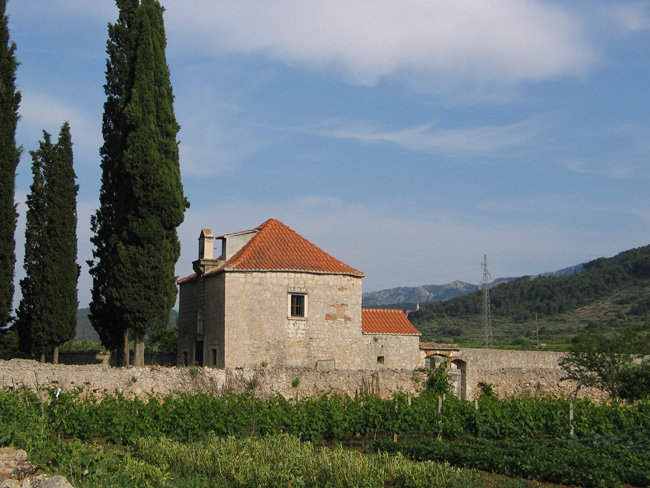
聖ルチア聖堂
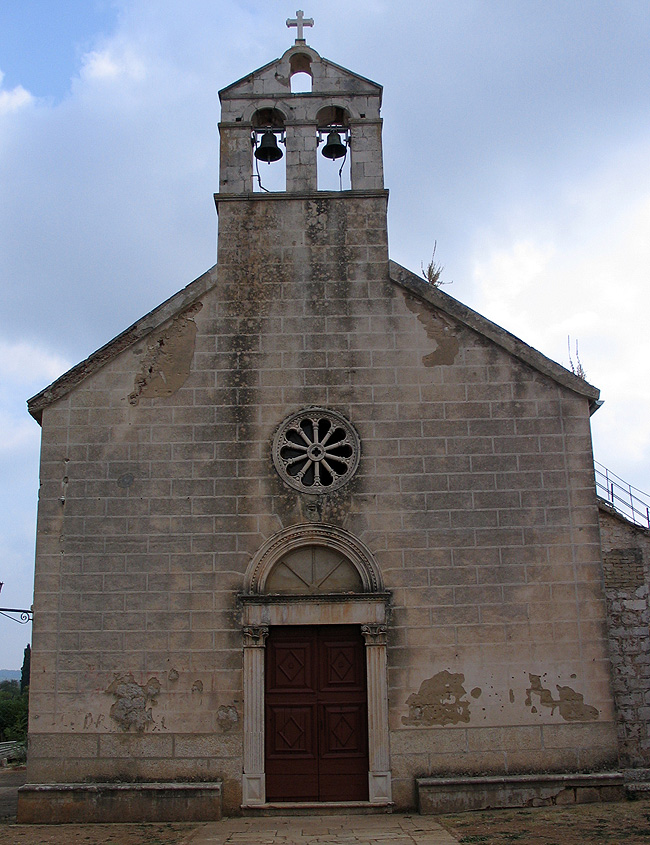
聖ニコラオス聖堂
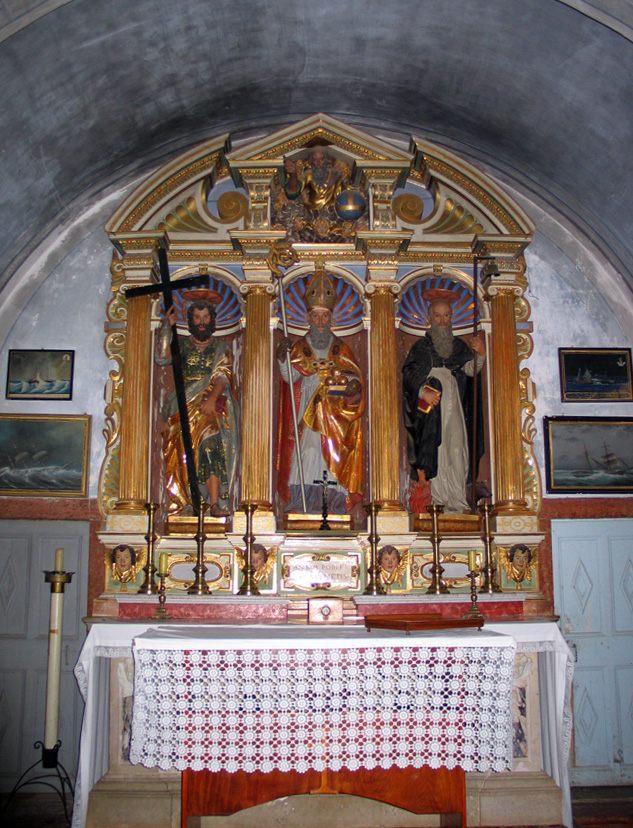
聖ニコラオス聖堂の内部
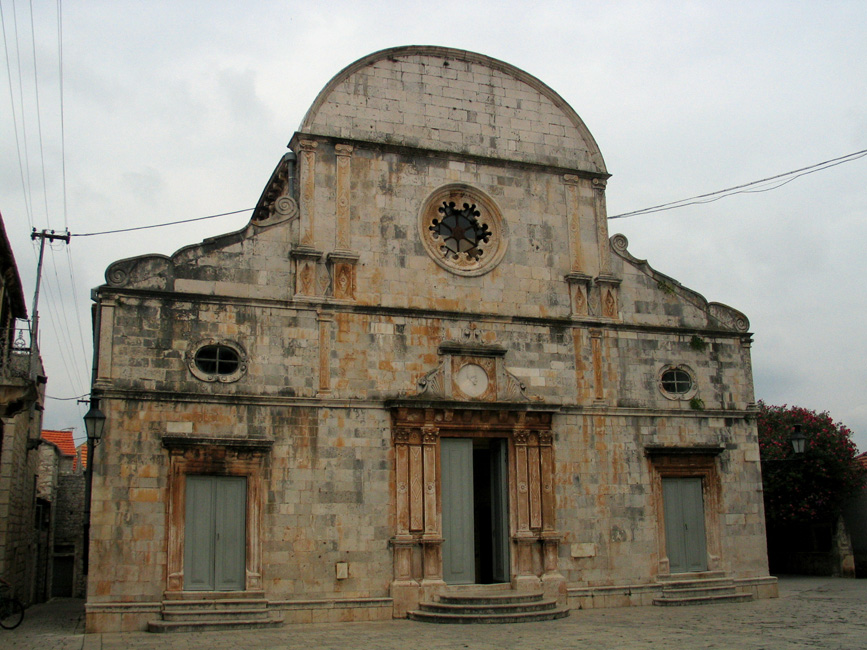
聖ステファノ聖堂
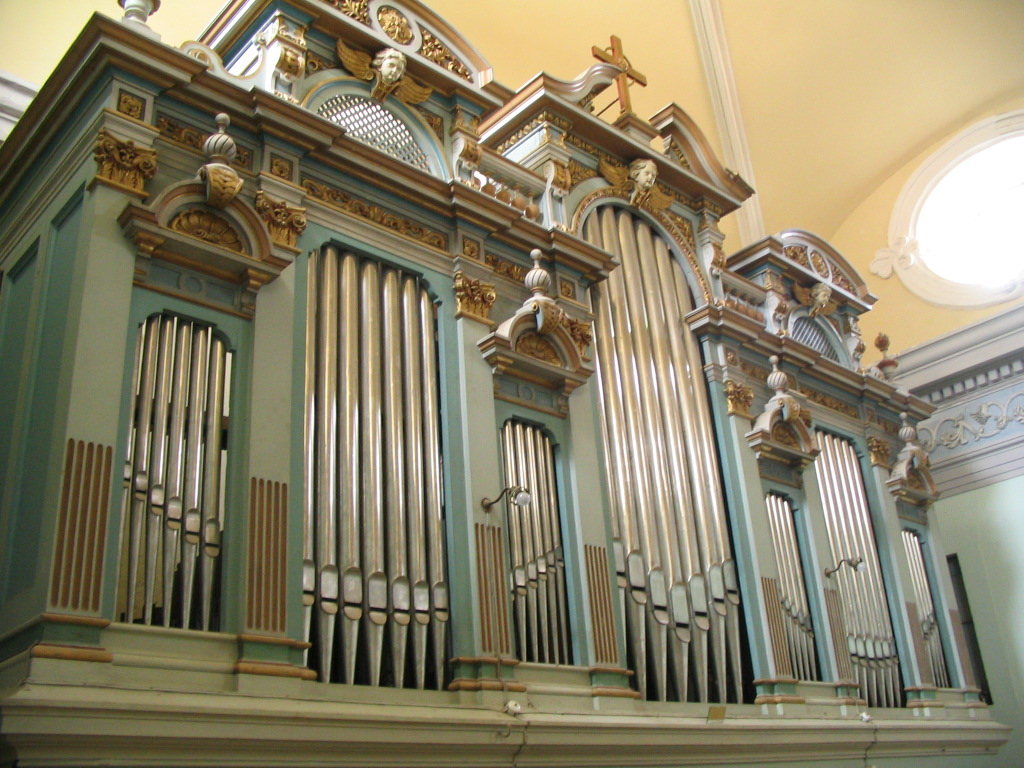
聖ステファノ聖堂内にあるオルガン
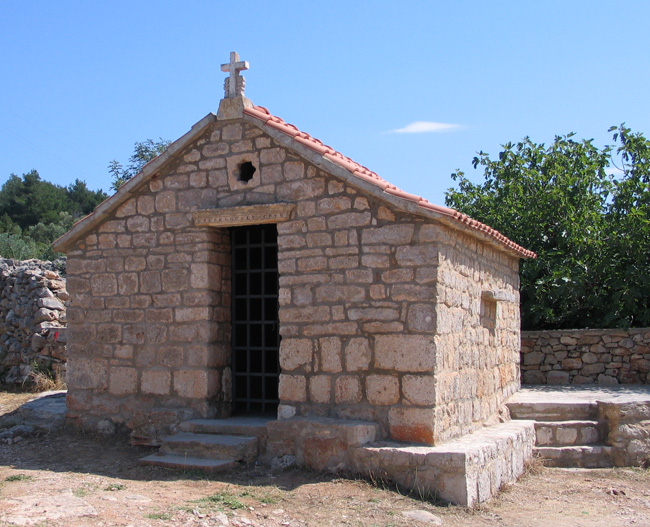
聖母マリア礼拝堂
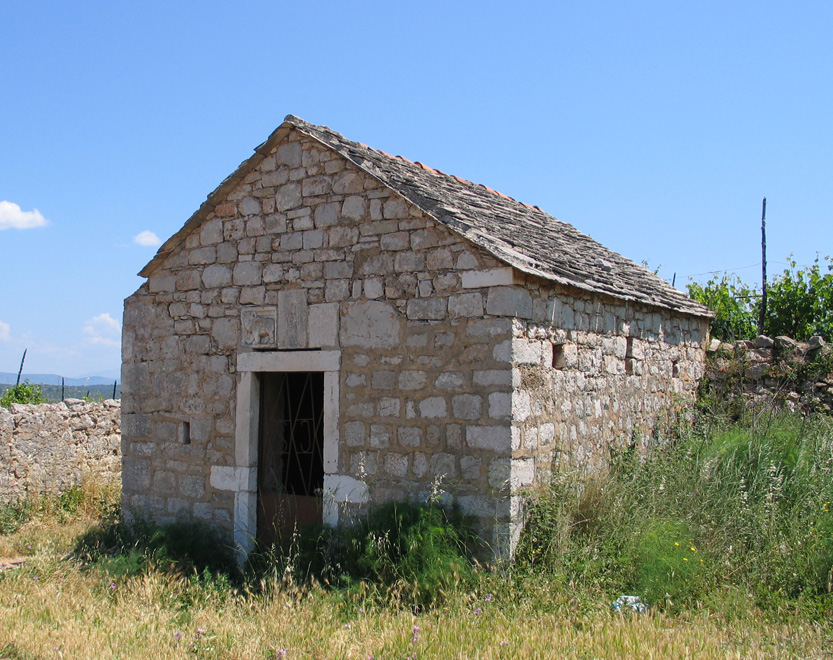
聖ヘレナ礼拝堂